# 한국국악학회
한국국악학회(韓國國樂學會)는 국악을 연구하여 한국음악학 및 민족음악의 향상에 기여할 목적으로 1948년에 설립된 학회이다. 사무실은 대구광역시 북구 산격동 1370번지, 경북대학교 예술대학 국악학과 사무실에 있다.

## 연혁
1948년에 이혜구, 성경린, 장사훈의 발의로 전신인 국악연구회(國樂硏究會)가 발족되었다. 이후 제1회 정례 발표회를 개최하였다. 1964년에 한국국악학회는 사단법인 체제로 인가 등록되었고 회장에 이혜구, 이사에 성경린, 김성태, 정호근, 장사훈(상임), 감사에 이주환, 이상만이 선임되었다. 1972년까지 200여회의 연구발표회를 개최하였고, 《한국음악연구》라는 학술지를 2회 발간하였다. 또한, 100여편의 논문이 발표되었고 10여권의 학술서적 및 악보가 출판되었다.